# Sân bay quốc tế Louis Armstrong New Orleans
Sân bay quốc tế Louis Armstrong New Orleans (mã IATA: MSY, mã ICAO: KMSY, mã FAA LID: MSY) là một sân bay Class B công cộng tọa lạc ở Jefferson Parish, Louisiana, Hoa Kỳ. Nó là thuộc sở hữu của thành phố New Orleans và có vị trí 10 hải lý (19 km) về phía tây của khu kinh doanh trung tâm thành phố. Một phần nhỏ của đường băng 10/28 nằm ở giáo xứ chưa hợp St Charles. Sân bay quốc tế Armstrong là sân bay thương mại chính cho khu vực đô thị New Orleans và phía đông nam Louisiana. Sân bay trước đây được biết đến với tên Sân bay Moisant, và nó còn được gọi là sân bay quốc tế Louis Armstrong và sân bay quốc tế New Orleans.
Nằm ở khu vực có độ cao trung bình là 4,5 foot (1,4 m) trên mực nước biển, MSY là sân bay có cao độ thấp thứ nhì trong các sân bay quốc tế trên thế giới, sau sân bay quốc tế Amsterdam Schiphol ở Hà Lan, nằm ở độ cao mười một foot dưới mực nước biển. Trước khi có cơn bão Katrina, MSY phục vụ 9,7 triệu hành khách mỗi năm, gần như tất cả trong số các tuyến này là không nối tuyến. Trong năm 2009, phục vụ 7.781.678 lượt hành khách, giảm 2,3% so với năm trước.
Sân bay quốc tế Louis Armstrong New Orleans đã từng là một cửa ngõ chính cho du lịch châu Mỹ La tinh từ Hoa Kỳ. Du lịch mà bây giờ chủ yếu đi qua các thành phố khác phục vụ như là trung tâm cho các hãng hàng không quốc tế di sản.
MSY mở cửa sau khi Chiến tranh thế giới thứ II, thay thế sân bay New Orleans Lakefront (giữ NEW và biết mã số sân bay và bây giờ phục vụ hàng không chung). MSY được đổi tên thành như hiện nay trong năm 2001 sau Louis Armstrong, một nhạc sĩ nhạc jazz nổi tiếng từ New Orleans. Dịch vụ dự báo thời tiết quốc gia văn phòng cho khu vực này đã từng nằm ở MSY, nhưng đã chuyển đến vùng ngoại ô của Slidell, và bây giờ sử dụng không sân bay mã LIX và KLIX.